# Microlicia canastrensis
Microlicia canastrensis är en tvåhjärtbladig växtart som beskrevs av Charles Victor Naudin. Microlicia canastrensis ingår i släktet Microlicia och familjen Melastomataceae. Inga underarter finns listade i Catalogue of Life.